# Francesco Lardone
Francesco Giuseppe Lardone (Moretta, 12 gennaio 1887 – Moretta, 31 gennaio 1980) è stato un arcivescovo cattolico e diplomatico italiano, al servizio della Santa Sede, nunzio apostolico in Turchia e ad Haiti.

## Carriera ecclesiastica
Venne ordinato sacerdote il 29 giugno 1910.
Nel 1924, all'età di 38 anni, venne nominato professore di diritto canonico presso la Catholic University of America a Washington; rimase in cattedra fino al 1949. Durante questo soggiorno negli Stati Uniti d'America venne riconosciuto cittadino americano.
Diplomatico serio e affidabile della Santa Sede, Lardone fu un profondo conoscitore della politica internazionale dell'epoca.
Il 21 maggio 1949 venne nominato arcivescovo titolare di Rizeo (in Turchia) e occupò la carica di nunzio apostolico per Haiti e per la Repubblica Dominicana (cariche che occupò fino al 1953).
Dal 1953 al 1959 occupò la stessa carica in Perù.
Uomo di massima fiducia di papa Giovanni XXIII (conosciuto quando era un giovane giornalista dell'Osservatore Romano), nel 1959 venne da questi nominato internunzio apostolico ad Istanbul con l'incarico di valutare le possibilità di risoluzione dell'ostilità ormai consolidata tra il governo di Mosca e la Chiesa cattolica. Fu il primo diplomatico della Santa Sede, a 507 anni di distanza da Isidoro di Kiev, a varcare la soglia delle mura della città turca.
Papa Giovanni XXIII, il 28 marzo 1960, durante il suo secondo concistoro, aveva considerato Lardone degno della dignità cardinalizia, che venne, però, mantenuta "in pectore", considerata la delicata posizione politica occupata da Lardone in quel periodo. Relativamente alla proposta della carica cardinalizia, l'arcivescovo Loris Francesco Capovilla, all'epoca segretario personale di papa Giovanni XXIII, rivelò in un'intervista del giugno del 2007, che “Lardone rifiutò la porpora per non abbandonare la carica di Nunzio Apostolico in Turchia, con il chiaro intento di consentire ai Vescovi dei Paesi oltre la cortina di ferro, di partecipare al Concilio Vaticano II”. Infatti se Lardone avesse accettato la nomina, non essendo presente a Istanbul una sede cardinalizia, avrebbe dovuto spostarsi in Belgio, interrompendo così la sua attività diplomatica e di mediazione con il governo oltrecortina.
Lardone terminò questo incarico nel 1966, tre anni dopo la morte di papa Giovanni XXIII.

## Opere
- Airspace rights in Roman law (1931).
- The imperial constitutions in the Institutes of Gaius (1933).

## Genealogia episcopale e successione apostolica
La genealogia episcopale è:
- Cardinale Scipione Rebiba
- Cardinale Giulio Antonio Santori
- Cardinale Girolamo Bernerio, O.P.
- Arcivescovo Galeazzo Sanvitale
- Cardinale Ludovico Ludovisi
- Cardinale Luigi Caetani
- Cardinale Ulderico Carpegna
- Cardinale Paluzzo Paluzzi Altieri degli Albertoni
- Papa Benedetto XIII
- Papa Benedetto XIV
- Papa Clemente XIII
- Cardinale Marcantonio Colonna
- Cardinale Giacinto Sigismondo Gerdil, B.
- Cardinale Giulio Maria della Somaglia
- Cardinale Carlo Odescalchi, S.I.
- Cardinale Costantino Patrizi Naro
- Cardinale Lucido Maria Parocchi
- Papa Pio X
- Cardinale Gaetano De Lai
- Cardinale Raffaele Carlo Rossi, O.C.D.
- Cardinale Amleto Giovanni Cicognani
- Arcivescovo Francesco Lardone

La successione apostolica è:
- Vescovo Rémy Jérôme Augustin, S.M.M. (1953)
- Vescovo Fidel Mario Tubino Mongilardi (1956)